# Jakimowo (gmina)
Georgi Jakimowo (bułg. Община Якимово)  − gmina w północno-zachodniej Bułgarii, w obwodzie Montana.

## Miejscowości
Miejscowości wchodzące w skład gminy Jakimowo:
- Dołno Cerowene (bułg.: Долно Церовене),
- Dyłgodełci (bułg.: Дългоделци),
- Jakimowo (bułg.: Якимово) – stolica gminy,
- Komosztica (bułg.: Комощица).